# Harry Adams (sprinter)
Harry Adams (* 27. listopadu 1989) je americký sprinter.
Specializuje se na tratě na 100 a 200 metrů. Dříve hrál také fotbal. Navštěvoval Auburn University. V roce 2012 se stal 81. sprinterem, který prolomil bariéru 10 sekund na trati 100 metrů. Svým časem 9,96 sekundy překonal školní rekord, který předtím držel Coby Miller. Téhož roku stanovil osobní rekord na trati 200 metrů, který činil 20,10 sekundy.

## Osobní rekordy
- 100 m – 9,96 sekundy (Des Moines, Iowa)
- 200 m – 20,10 sekundy (Coral Gables, Florida)